# Кириченко Володимир Васильович
Володи́мир Васи́льович Кириче́нко (17 червня 1942, Пенза — 2 квітня 2019, Київ) — український математик, доктор фізико-математичних наук (1986) захистив дисертацію «Модулі та структурна теорія кілець» у Московському університеті, професор (1987). Син Кириченка Василя Дмитровича.

## З життєпису
В. В. Кириченко народився 17 червня 1942 року у місті Пенза (Росія). У 1959 році після здобуття середньої освіти вступив на механіко-математичний факультет Київського державного університету імені Т. Г. Шевченка, який закінчив з відзнакою у 1964 році. З січня 1965 року по серпень 1967 року навчався в аспірантурі Інституту математики АН УРСР.
У 1968 році В. В. Кириченко успішно захистив кандидатську дисертацію в Ленінградському відділенні Математичного інституту імені В. О. Стєклова на тему «Зображення спадкових, цілком розкладних та басових порядків». Його науковим керівником був відомий фахівець у галузі алгебри, член-кореспондент АН СРСР, професор Д. К. Фаддєєв.
З 1 вересня 1967 року Володимир Васильович розпочав свою плідну наукову і педагогічну діяльність на механіко-математичному факультеті Київського університету. Тут він послідовно обіймав посади асистента, доцента, професора кафедри алгебри та математичної логіки. У 1986 році в Московському державному університеті імені М. В. Ломоносова він успішно захистив докторську дисертацію на тему «Модулі та структурна теорія кілець». З 1988 року по 2005 рік В. В. Кириченко очолював кафедру геометрії механіко-математичного факультету, з 2005 по 2008 працював професором цієї ж кафедри, а з 2008 по 2016 роки виконував обов'язки її завідувача. У 2016—2018 роках обіймав посаду старшого наукового співробітника НДЧ університету.
Володимира Васильовича по праву вважають одним із засновників сучасної київської алгебраїчної школи. Він отримав важливі результати в теорії зображень та в теорії кілець і модулів. Розроблена ним спільно з Ю. А. Дроздом і А. В. Ройтером у 1967—1972 роках теорія басових та квазі-басових порядків нині стала класичною й отримала подальший розвиток у закордонних алгебраїчних школах, зокрема, в Японії. В. В. Кириченку належить провідна роль у розвитку структурної теорії кілець, де він ефективно застосував методи теорії зображень. Він увів поняття сагайдака та первинного сагайдака кільця. Розроблені методи дозволили отримати конструктивний опис цілої низки важливих класів кілець, одержати розв'язок проблеми Л. А. Скорнякова про будову кілець певного спеціального типу.
У 1976 році В. В. Кириченком В. В. та О. Г. Завадським були введені так звані напівмаксимальні кільця, які природно виникають у теорії цілочисельних зображень. До цього класу кілець належать черепичні порядки. Важливою класифікаційною теоремою сучасної теорії асоціативних кілець є теорема про будову напівпервинних нетерових напівдосконалих напівдистрибутивних кілець, доведена В. В. Кириченком у 1993 році. Володимир Васильович отримав зручний критерій горенштейновості черепичного порядку. Разом з учнями він описав горенштейнові черепичні порядки, створив та успішно розвивав новий актуальний науковий напрямок ‑ застосування геометричних методів у структурній теорії кілець.
Наукові праці Кириченка В. В. широко відомі світовій математичній спільноті. Отримані ним результати ввійшли до основних монографій з теорії зображень та теорії кілець і модулів. Володимир Кириченко є автором понад 250 наукових праць.
У 2007 році професор В. В. Кириченко в складі колективу науковців механіко-математичного факультету та Інституту математики НАН України став лауреатом Державної премії України в галузі науки і техніки за цикл робіт «Зображення алгебраїчних структур і матричні задачі в лінійних та гільбертових просторах».
Володимир Васильович приділяв багато уваги науково-методичній роботі. Він є співавтором навчального посібника з аналітичної геометрії та редактором чотирьох видань збірника задач з цієї дисципліни. Ним написано вісім навчально-методичних посібників, присвячених вибраним питанням алгебри та геометрії.
Надзвичайно плідною була діяльність професора Кириченка з виховання наукової зміни, підготовки кадрів вищої кваліфікації. Загалом під його керівництвом захищено 36 кандидатських дисертацій. Серед його учнів вісім докторів наук.
В. В. Кириченко виступив одним із засновників регулярних Міжнародних алгебраїчних конференцій в Україні, які збирають провідних алгебраїстів всього світу.
Кириченко В. В. проводив активну роботу як редактор наукового журналу «Algebra and Discrete Mathematics» та член редколегій багатьох наукових журналів і видань, серед яких «Український математичний журнал» «Известия Гомельского государственного университета имени Ф.Скорины», «Buletinul Academiei de Stiinte a Republicii Moldova», «Математичні Студії», «Вісник Київського національного університету імені Тараса Шевченка. Математика. Механіка», «Вісник Київського національного університету імені Тараса Шевченка. Серія фізико-математичні науки», науковий часопис Національного педагогічного університету імені М. П. Драгоманова.
Плідна багаторічна діяльність В. В. Кириченка відзначена Державною премією України в галузі науки і техніки (2007), Подякою Президента України (2009), медаллю імені М. В. Остроградського (2001), Почесними грамотами Київського національного університету імені Тараса Шевченка (2002, 2007). У червні 2011 року Володимиру Васильовичу було присвоєно звання заслуженого професора Київського національного університету імені Тараса Шевченка.

## Основні праці
- Ю. А. Дрозд, В. В. Кириченко Конечномерные алгебры, Киев: «Вища школа», 1980, 192с. переклад китайською мовою, іспанською мовою, англійською мовою;
- В. В. Кириченко, Н. Ю. Петкевич, А. П. Петравчук «Криві та поверхні другого порядку», ВПЦ КНУ, 1997, 64с;
- В. В. Кириченко, В. Г. Кочаровський, П. І. Кудрик, В. І. Михайловський, А. П. Петравчук, Н. Ю. Петкевич, О. О. Пришляк «Збірник задач з аналітичної геометрії», Вид-во КНУ, 2001, 91с.;
- В. В. Кириченко, Н. Ю. Петкевич, А. П. Петравчук «Пряма та площина», ВПЦ КНУ, 2002, 92с.;
- N. M. Gubareni, V. V. Kirichenko Rings and Modules, Czestochowa, Poland, 2001, 306 p;
- В. В. Кириченко, Н. Ю. Петкевич, А. П. Петравчук Аналітична геометрія, ВПЦ КНУ, 2003, 192с. Літ.: Мех-мату 60 років, Київ, 2000, Наука в КНУ на зламі тисячоліть.
- M. Hazewinkel, N. Gubareni, V.V. Kirichenko. Algebras, Rings and Modules, Vol.1 Springer, 2004, Vol. 2 Springer, 2007.
- M. Hazewinkel, N. Gubareni, V.V. Kirichenko. Algebras, Rings and Modules: Lie Algebras and Hopf Algebras, AMS, 2010.